# Кіндратівка (Голованівський район)
Кіндра́тівка —  село в Україні, у Надлацькій сільській громаді Голованівського району Кіровоградської області. Населення становить 30 осіб.

## Населення
Згідно з переписом УРСР 1989 року чисельність наявного населення села становила 44 особи, з яких 21 чоловік та 23 жінки.
За переписом населення України 2001 року в селі мешкало 30 осіб. 100 % населення вказало своєю рідною мовою українську мову.